# Giudici della Corte penale internazionale
La Corte penale internazionale (in inglese: International Criminal Court - ICC) è un tribunale per crimini internazionali che ha sede a L'Aia e ha giurisdizione sovranazionale su crimini definiti nello Statuto di Roma.

## Organi della CPI
Gli organi della Corte penale internazionale sono:

### Presidenza

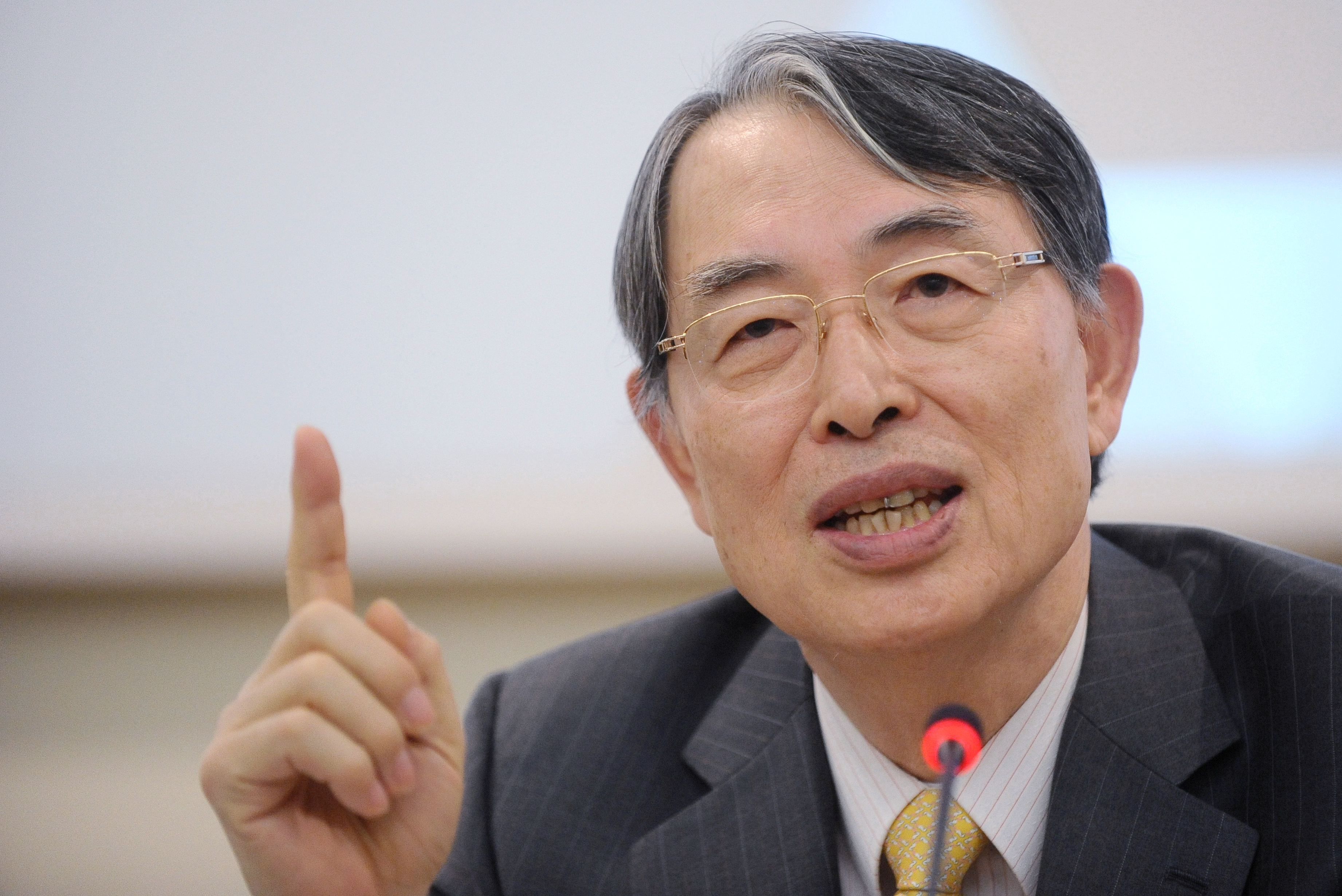
Song Sang-hyun è stato eletto presidente nel 2009

La Presidenza è composta dal presidente e da due vicepresidenti (primo e secondo vicepresidente), eletti dai diciotto giudici riuniti in consiglio. I giudici vengono nominati dall'Assemblea degli Stati Parte, si riuniscono dunque in camera di consiglio per eleggere ad assoluta maggioranza il presidente e i due vice presidenti che manterranno la loro posizione per un termine di tre anni o per un tempo minore, se il loro mandato finisce prima, rinnovabile una sola volta. La Presidenza è responsabile per l'appropriato svolgimento delle attività giudiziarie della Corte con l'eccezione dell'Ufficio del procuratore (OTP - Office of The Prosecutor) che dovrebbe mantenere un certo grado di indipendenza. Il presidente è comunque tenuto a cercare un coordinamento con le attività dell'OTP.
Oltre alle funzioni di controllo sull'operato della Corte, con le eccezioni statutarie per quanto riguarda l'OTP, la Presidenza si occupa dei rapporti con gli Stati, di concerto con gli organismi competenti dell'Assemblea degli Stati Parte.
I presidenti della CPI sono stati: tra il 2003 e il 2009 il canadese Philippe Kirsch, tra il 2009 e il 2015 è stato il sudcoreano Sang-Hyun Song e tra il 2015 ed il 2018 è stata l'argentina Silvia Alejandra Fernández De Gurmendi.
Attualmente la Presidenza della Corte Penale Internazionale è così composta:
- Presidente: Chile Eboe-Osuji (Nigeria)
- Primo Vicepresidente: Robert Fremr (Repubblica Ceca)
- Secondo Vicepresidente: Marc Perrin de Brichambaut (Francia)

### Divisioni
Sono composte dai giudici e suddivise in un numero variabile di omonime Camere. Lo Statuto di Roma prevede un numero pari a diciotto giudici o, se il carico di lavoro della Corte lo richiede e soltanto in via eccezionale, un numero maggiore. I giudici vengono assegnati a tre Divisioni:
- la Divisione preliminare (Pre-Trial Division, di cui fanno parte le Pre-Trial Chambers), che valuta le richieste a procedere dell'Ufficio del procuratore, autorizza o meno le indagini preliminari e, in un secondo momento, se le indagini hanno portato alla raccolta di elementi sufficienti per affrontare un processo, decide sull'ammissibilità del caso;
- la Divisione giudicante (Trial Division, di cui fanno parte le Trial Chambers), che si occupa del dibattimento vero e proprio e del processo di primo grado;
- la Divisione d'appello (Appeals Division, di cui fanno parte le Appeals Chambers), composta dal Presidente e da quattro giudici, che decide sui ricorsi in appello ed emette sentenze definitive.

Le divisioni preliminare e giudicante sono composte da un numero non inferiore a sei giudici ciascuna, e la divisione d'appello dal Presidente e da altri quattro giudici. L'assegnazione alle Divisioni (Divisions) e alle Camere (Chambers) è correlato ma, in base a quanto previsto dall'articolo 39 dello Statuto di Roma, non vi è preclusione al passaggio dei giudici dalla divisione preliminare a quella giudicante se il carico di lavoro della Corte lo richiede, tenendo fermo il criterio per cui un giudice che abbia fatto parte della camera preliminare durante un caso non può essere assegnato alla camera giudicante del medesimo caso per nessun motivo.
Generalmente i giudici della divisione preliminare e giudicante vengono scelti dal gruppo di magistrati con più esperienza di pratica giudiziaria, i giudici assegnati alla Divisione d'appello possono essere assegnati soltanto alle Camere d'appello.

### Ufficio del procuratore
Anche detto OTP (dall'inglese Office of the Prosecutor), si occupa delle indagini, ha una sua indipendenza dalla CPI pur essendone un organo costitutivo.

### Cancelleria (Registry)
Il cancelliere è responsabile amministrativo della Corte. La Cancelleria ha la funzione di facilitare le pratiche interne e la comunicazione tra gli organi della CPI, agevolando la neutralità e il corretto svolgimento delle azioni burocratiche atte a garantire un giusto processo. La Cancelleria inoltre ha responsabilità su quattro aree di competenza: 
- assistenza alla difesa nell'ottenimento di informazioni rilevanti allo svolgimento di un giusto processo ed eventualmente, in caso di indigenza degli imputati, assegnazione di un consiglio di difesa adeguato a garantire che l'imputato venga giudicato innocente fino al giudizio della camera d'appello,
- protezione di vittime e testimoni, tramite vari strumenti, quali l'Ufficio del Pubblico Consiglio per le Vittime, istituito il 19 settembre 2005 con l'intento di garantire il diritto delle vittime di partecipare attivamente al dibattimento e di ottenere un risarcimento anche economico per gli eventuali danni, con procedure che hanno delle similitudini con la parte civile, il risarcimento e la restituzione nel diritto italiano, e garantire l'effettiva presenza, partecipazione e protezione dei testimoni,
- outreach, comunicazione e pubblicità delle attività della CPI dalla sede e promozione delle attività della Corte negli Stati Parte
- detenzione, gestione della unità di detenzione, e assicurazione che i detenuti abbiano tutte le garanzie atte ad assicurare il principio del giusto processo, l'accesso alle informazioni che li riguardano, la dignità e il rispetto della persona, etc.

## I giudici
I diciotto giudici della CPI vengono eletti dall'Assemblea degli Stati Parte in base ad un criterio geografico e in base al sistema legale di riferimento in cui il candidato ha maturato esperienza. I giudici riuniti in consiglio eleggono la Presidenza e i due vice presidenti che costituirà le Camere per i processi e assegnerà i giudici delle tre Divisioni alle rispettive Camere.
La Divisione preliminare (Pre-Trial Division) è composta dai giudici:
- Antoine Kesia-Mbe Mindua, Repubblica Democratica del Congo, Presidente della Divisione,
- Marc Perrin de Brichambaut, Francia,
- Reine Alapini-Gansou, Benin,
- Tomoko Akane, Giappone,
- Peter Kovács, Ungheria,
- Rosario Salvatore Aitala, Italia.

La Prima Camera preliminare (che si occupa dei casi Repubblica Democratica del Congo, Libia, Mali, Georgia e Gabon) è composta dai giudici Marc Perrin de Brichambaut, Reine Alapini-Gansou e Peter Kovács. La Seconda Camera preliminare (che si occupa dei casi Repubblica Centrafricana, Uganda, Darfur, Kenya, Costa d'Avorio e Burundi) è composta dai giudici Antoine Kesia-Mbe Mindua, Tomoko Akane e Rosario Salvatore Aitala.
Alla Divisione giudicante (Trial Division) i giudici:
- Bertram Schmitt, (Germania), Presidente della Divisione,
- Olga Venecia Herrera Carbuccia, (Repubblica Dominicana),
- Chang-ho Chung, Corea del Sud,
- Robert Fremr, (Repubblica Ceca),
- Raul Cano Pangalangan, Filippine,
- Geoffrey A. Henderson, (Trinidad e Tobago),
- Kimberly Prost, (Canada).

La Presidenza ha costituito le attuali Camere giudicanti (Trial Chambers):
Camera giudicante I Il Procuratore contro Laurent Gbagbo e Charles Blé Goudé
- Giudice Olga Venecia Herrera Carbuccia
- Giudice Geoffrey A. Henderson

Camera giudicante II Il Procuratore contro Germain Katanga e Thomas Lubanga Dyilo
- Giudice Marc Perrin de Brichambaut, Presidente
- Giudice Olga Venecia Herrera Carbuccia
- Giudice Peter Kovács

Camera giudicante III Il Procuratore contro Jean-Pierre Bemba Gombo
- Giudice Geoffrey A. Henderson
- Giudice Chang-ho Chung
- Giudice Kimberly Prost

Camera giudicante IV Il Procuratore contro Abdallah Banda Abakaer Nourain, Uhuru Muigai Kenyatta, William Samoei Ruto e Joshua Arap Sang
- Giudice Robert Fremr
- Giudice Reine Alapini-Gansou
- Giudice Kimberly Prost

Camera giudicante VI Il Procuratore contro Bosco Ntaganda
- Giudice Robert Fremr, Presidente
- Giudice Chang-ho Chung

Camera giudicante VII Il Procuratore contro Jean-Pierre Bemba Gombo, Aimé Kilolo Musamba, Jean-Jacques Mangenda Kabongo, Fidèle Babala Wandu e Narcisse Arido
- Giudice Bertram Schmitt, Presidente
- Giudice Marc Perrin de Brichambaut
- Giudice Raul Cano Pangalangan

Camera giudicante VIII Il Procuratore contro Ahmad Al-Faqi Al Mahdi
- Giudice Raul Cano Pangalangan, Presidente
- Giudice Antoine Kesia-Mbe Mindua
- Giudice Bertram Schmitt

Camera giudicante IX Il Procuratore contro Dominic Ongwen
- Giudice Bertram Schmitt, Presidente
- Giudice Peter Kovács
- Giudice Raul Cano Pangalangan

La Presidenza ha assegnato alla Divisione di appello (Appeals Division) i giudici: 
- Piotr Hofmański, (Polonia), Presidente della Divisione,
- Howard Morrison, (Gran Bretagna),
- Chile Eboe-Osuji, (Nigeria),
- Solomy Balungi Bossa, (Uganda),
- Luz del Carmen Ibáñez Carranza, (Perù).

### Lista A e Lista B
L'Assemblea degli Stati Parte (ASP) elegge i giudici in base a criterio geografici, il medesimo esplicitato per l'ASP, di sistema legale di riferimento, di pari opportunità. I magistrati devono essere cittadini di Stati Parte che si sono distinti per particolari meriti e per una spiccata moralità. 
Visto che è una organizzazione internazionale, si evidenziano, oltre a quello linguistico (le due lingue ufficiali di lavoro della CPI essendo inglese e francese), i problemi dei sistemi legali di riferimento, delle differenti procedure e delle competenze maturate in ambito sovranazionale, specialmente nel campo del diritto internazionale, che ovviamente differisce da quello nazionale e anche dal diritto processuale. Per garantire che per tutte le funzioni dei due organi della CPI composti dai giudici eletti vi siano persone altamente competenti, sono state definite due liste:
- Lista A: magistrati, procuratori, giudici, avvocati che hanno maturato esperienza nel diritto processuale penale. Semplificando, che hanno maturato esperienza nei tribunali.
- Lista B: esperti con solide competenze in aree collegate quali il diritto internazionale umanitario e il diritto internazionale dei diritti della persona, che hanno orientato la propria carriera in ambito legale nelle aree delle competenze giurisdizionali della CPI. In altre parole, non necessariamente con una esperienza nei tribunali nazionali, bensì negli ambiti del diritto internazionale nelle sue varie declinazioni.

Per ogni elezione vi è sempre un numero di giudici maggiore o uguale a nove dalla lista A e maggiore o uguale a 5 dalla lista B.

## Riferimenti
- Statuto di Roma della Corte penale internazionale
- Sito della Corte penale internazionale
- Rules of Procedures and Evidence
- Regulations of the Court e successive modifiche

## Giudici in carica
| Nome                           | Funzione e Camera                                          | Nazionalità                      | Gruppo di stati         | Lista |
| ------------------------------ | ---------------------------------------------------------- | -------------------------------- | ----------------------- | ----- |
| Luz del Carmen Ibañez Carranza | Divisione di Appello                                       | Perù                             | GRULAC                  | A     |
| Solomy Balungi Bossa           | Divisione di Appello                                       | Uganda                           | Stati africani          | A     |
| Tomoko Akane                   | Divisione Preliminare                                      | Giappone                         | Stati asiatici          | A     |
| Reine Alapini-Gansou           | Divisione Preliminare                                      | Benin                            | Stati africani          | B     |
| Bertram Schmitt                | Divisione Giudicante                                       | Germania                         | WEOG                    | A     |
| Kimberly Prost                 | Divisione Giudicante                                       | Canada                           | WEOG                    | A     |
| Marc Perrin de Brichambaut     | Presidenza, Secondo Vice Presidente, Divisione Preliminare | Francia                          | WEOG                    | B     |
| Rosario Salvatore Aitala       | Divisione Preliminare                                      | Italia                           | WEOG                    | A     |
| Raul Cano Pangalangan          | Divisione Giudicante                                       | Filippine                        | Stati asiatici          | B     |
| Chile Eboe-Osuji               | Presidenza, Presidente, Divisione di Appello               | Nigeria                          | Stati africani          | A     |
| Robert Fremr                   | Presidenza, Primo Vice Presidente, Divisione Giudicante    | Repubblica Ceca                  | Stati Europei Orientali | A     |
| Olga Venecia Herrera Carbuccia | Divisione Giudicante                                       | Repubblica Dominicana            | GRULAC                  | A     |
| Geoffrey A. Henderson          | Divisione Giudicante                                       | Trinidad e Tobago                | GRULAC                  | A     |
| Howard Morrison                | Divisione di Appello                                       | Regno Unito                      | WEOG                    | A     |
| Chang-ho Chung                 | Divisione Giudicante                                       | Corea del Sud                    | Stati Asiatici          | A     |
| Piotr Hofmański                | Divisione di Appello                                       | Polonia                          | Stati Europei Orientali | A     |
| Peter Kovács                   | Divisione Preliminare                                      | Ungheria                         | Stati Europei Orientali | B     |
| Antoine Kesia-Mbe Mindua       | Divisione Preliminare                                      | Repubblica Democratica del Congo | Stati Africani          | B     |

## Giudici passati
| Nome                                   | Funzione e Camera                   | Nazionalità         | Gruppo di stati         | Lista |
| -------------------------------------- | ----------------------------------- | ------------------- | ----------------------- | ----- |
| Sang-Hyun Song                         | Presidente, Presidenza              | Repubblica di Corea | Stati asiatici          | A     |
| Fatoumata Dembélé Diarra               | Primo Vice Presidente, Presidenza   | Mali                | Stati africani          | A     |
| Hans-Peter Kaul                        | Secondo Vice Presidente, Presidenza | Germania            | WEOG                    | B     |
| Elizabeth Odio Benito                  | Divisione Giudicante                | Costa Rica          | GRULAC                  | A     |
| Akua Kuenyehia                         | Divisione di Appello                | Ghana               | Stati africani          | B     |
| Erkki Kourula                          | Divisione di Appello                | Finlandia           | WEOG                    | B     |
| Anita Ušacka                           | Divisione di Appello                | Lettonia            | Stati europei orientali | B     |
| Sir Adrian Fulford                     | Divisione Giudicante                | Regno Unito         | WEOG                    | A     |
| Sylvia Steiner                         | Divisione Preliminare               | Brasile             | GRULAC                  | A     |
| Ekaterina Trendafilova                 | Divisione Preliminare               | Bulgaria            | Stati europei orientali | A     |
| Daniel David Ntanda Nsereko            | Divisione di Appello                | Uganda              | Stati africani          | A     |
| Bruno Cotte                            | Divisione Giudicante                | Francia             | WEOG                    | A     |
| Joyce Aluoch                           | Divisione Giudicante                | Kenya               | Stati africani          | A     |
| Sanji Mmasenono Monageng               | Divisione Preliminare               | Botswana            | Stati africani          | B     |
| Christine Van Den Wyngaert             | Divisione Giudicante                | Belgio              | WEOG                    | A     |
| Cuno Tarfusser                         | Divisione Preliminare               | Italia              | WEOG                    | A     |
| Silvia Alejandra Fernández De Gurmendi | Divisione Preliminare               | Argentina           | GRULAC                  | A     |
| Kuniko Ozaki                           | Divisione Giudicante                | Giappone            | Stati asiatici          | B     |
| René Blattmann                         | Divisione Giudicante                | Bolivia             | GRULAC                  | B     |